# Gordejuela (futbolista)
Fermín Gordejuela Roncal (Pamplona, España, 26 de agosto de 1933 — 18 de octubre de 2006) fue un futbolista español que se desempeñaba como defensa.

## Clubes
| Club                    | País   | Año       |
| ----------------------- | ------ | --------- |
| Real Sociedad de Fútbol | España | 1953-1961 |
| R. C. D. Español        | España | 1961-1963 |
| Granada C. F.           | España | 1963-1964 |